# Die Brasserie
Die Brasserie war eine von 2011 bis 2024 bestehende zehnköpfige Brassband aus Ravensburg, Deutschland, die traditionelle Blasmusik mit modernen Elementen aus Hip-Hop, Pop und Electro kombinierte.

## Geschichte
Die Band ging aus dem Jugendblasorchester der Stadt Friedrichshafen hervor. Die Band trat regelmäßig in Deutschland, Österreich und der Schweiz auf. Mit Auftritten bei der Brass Wiesn 2018 sowie beim Woodstock der Blasmusik 2019 spielten sie bei größeren Blasmusikfestivals. Im Sommer und Herbst 2024 wurde die Abschiedstournee vor der Bandauflösung absolviert, bei der sie ebenso auf den Brass Wiesn und dem Woodstock der Blasmusik auftraten. Das letzte Konzert fand am 26. Oktober 2024 in Ettenkirch statt.

## Diskografie
Alben
- Brasstards (2015)
- Detonation (2019)
- Revolution (2021)

Singles
- Revolution (2021)
- Stop And Stare (2023)
- ??? (2024)
- Schnaps I.D. (2024)
- Schrei nach Liebe (2024)
- Trauerfeierlied (2025)